# Josef Albert Benkert
Josef Albert Benkert (* 17. August 1900 in Kulmbach; † 13. Februar 1960 in Bamberg) war ein deutscher expressionistischer Maler. Er war überwiegend in Franken, im Ruhrgebiet und Berlin tätig. Benkert war Mitglied und Meister vom Stuhl einer Freimaurerloge in Bamberg.

## Leben

### Die frühen Jahre

#### Lehrer in Bamberg
Josef Albert Benkert besuchte nach der Volksschule in Kulmbach die Lehrerbildungsanstalt in Bamberg. An der Gangolfsschule in Bamberg trat er seine erste Stelle an. In dieser Zeit entstanden erste Zeichnungen und Gedichte.
Seine ersten Förderer waren der Maler und Kunsthändler Anton Rauh und Otto Boveri. Über Rauhs qualitätvolle Kunstsammlung lernte er die aktuellen Kunstströmungen kennen. In der Folge gab er seinen Lehrerberuf auf und widmete sich ganz der Kunst. 1922 war er zusammen mit Boveri und Rauh auf der von ihnen gemeinsam organisierten Expressionistenausstellung im „Café Schützenhaus“, in der auch Werke von Ernst Barlach, Heinrich Campendonk, Erich Heckel, Paul Klee, Max Pechstein und Karl Schmidt-Rottluff gezeigt wurden.

#### Reisen
1925 unternahm Benkert mit Otto Boveri seine erste Italienreise, 1927 lernte er auf einer Frankreichreise in Paris den Bildhauer Aristide Maillol kenen und kaufte mehrere Plastiken von ihm an.

### Überregionale Tätigkeit
Der Bochumer Kinderarzt Dr. Gosmann vermittelte Benkert Kontakte zum Soester Kreis um Christian Rohlfs. 1924 wurde er auf Veranlassung seines Freundes Andreas Dück und des Schweinfurter Industriellen Schäfer an das Werkhaus der Stadt Essen eingeladen. Im selben Jahr waren im Museum Folkwang ein großes Kriegstriptychon, ein Christusbild und mehrere Aquarelle zu sehen.
1932 konnte er sich an der Ausstellung deutscher Gegenwartskunst in Oslo beteiligen. 1933 übersiedelte er nach Berlin, wo er sich mit Ernst Barlach, James Ensor, Emil Nolde und Karl Schmidt-Rottluff anfreundete. In Berlin gründete er u. a. mit Otto Andreas Schreiber und Hans Weidemann die Künstlervereinigung „Der Norden“ und gab ab 1933 die Zeitschrift Kunst der Nation mit heraus. Die Zeitschrift der „nationalsozialistischen Kunstopponenten“, wie sie Hildegard Brenner bezeichnet, in der man „offen und streitbar für den Expressionismus eintrat, ohne nachweislich als parteioppositionell zu gelten“, wurde bereits 1935 verboten.

### Werke Benkerts als „entartete“ Kunst
1937 wurden in der Nazi-Aktion „Entartete Kunst“ nachweislich vier Bilder Benkerts aus öffentlichen Sammlungen beschlagnahmt:
- Der Moorgraben (Öl auf Leinwand, 68,5 × 98,5 cm; Kestner-Museum Hannover; 1939 zur „Verwertung“ auf dem Kunstmarkt an den Kunsthändler Bernhard A. Böhmer. Verbleib ungeklärt)
- Paulikirche (Druckgrafik; Städtische Gemäldesammlung Soest; zerstört)
- Der tote Soldat (Öl auf Leinwand, 124 × 107,5 cm, 1923; Ruhmeshalle Wuppertal-Barmen.  Verbleib ungeklärt.)
- Im Drahtverhau (Öl auf Leinwand, 121,5 106 cm, 1924; Ruhmeshalle Wuppertal-Barmen.  Verbleib ungeklärt.)

### Kriegsteilnahme
1941 wurde Benkert eingezogen und kämpfte zunächst in Polen. Er wurde ans Marineministerium abgeordnet und nach Frankreich versetzt, wo er den Auftrag erhielt, die schönsten Orte in Frankreich, Belgien und den Niederlanden in kolorierten Federzeichnungen festzuhalten, mit denen 1943 das Buch von Hugo Paul Schreiber-Uhlenbusch Umkämpfte Küsten: ein Buch für die Angehörigen der deutschen Kriegsmarine in den besetzten Westgebieten illustriert wurde.

### Die späten Jahre
Zurück in Bamberg widmete sich Benkert neben der Malerei auch der Archäologie und der Geologie. Ein versteinerter Schmetterlingsflügel ist sogar nach ihm benannt (Geisfeldiella benkerti). In den folgenden Jahren unternahm Benkert zahlreiche Reisen an seine wichtigsten Lebensstationen. 1959 veranstaltete der Kunstverein Bamberg die erste Retrospektive in der Bamberger Residenz.
Josef Albert Benkert verstarb 1960 in seiner Wohnung Kunigundendamm 31 in Bamberg infolge eines Schlaganfalls. Seine Asche wurde in Granite City (Illinois) in den USA beigesetzt.

### Familie
1930 heiratete er Katja Meidinger, eine Tänzerin und Schülerin von Mary Wigman. Die Familie wurde in Berlin ausgebombt und nach Berchtesgaden evakuiert. 1946 erfolgt der Umzug nach Bamberg.

## Werke (Auswahl)
- 1948/1949 Neubau der Löwenbrücke in Bamberg, Museen der Stadt Bamberg Inv. Nr. 561 D
- Wandteppich (Arbeitsteppich) in der Freimaurerloge Bamberg „Zur Verbrüderung an der Regnitz“[6]